# سکته مغزی: اصول تشخیص، پیشگیری و درمان
سکته مغزی: اصول تشخیص، پیشگیری و درمان کتابی از محمودرضا آذرپژوه است که در سال ۱۳۹۰ منتشر و در مراسم کتاب سال جمهوری اسلامی ایران به‌عنوان کتاب برگزیده معرفی شد.